# Leonard Neale
Leonard Neale (Port Tobacco, 15 ottobre 1746 – Baltimora, 18 giugno 1817) è stato un arcivescovo cattolico statunitense.

## Biografia
Leonard Neale nacque il 15 ottobre 1746 a Port Tobacco.
Il 17 aprile 1795 fu eletto vescovo titolare di Gortina e il 3 dicembre 1815 fu promosso arcivescovo di Baltimora.
Morì a Baltimora il 18 agosto 1817.

## Genealogia episcopale
La genealogia episcopale è:
- Cardinale Scipione Rebiba
- Cardinale Giulio Antonio Santori
- Cardinale Girolamo Bernerio, O.P.
- Arcivescovo Galeazzo Sanvitale
- Cardinale Ludovico Ludovisi
- Cardinale Luigi Caetani
- Cardinale Ulderico Carpegna
- Cardinale Paluzzo Paluzzi Altieri degli Albertoni
- Cardinale Gaspare Carpegna
- Cardinale Fabrizio Paolucci
- Cardinale Francesco Barberini
- Cardinale Annibale Albani
- Cardinale Federico Marcello Lante Montefeltro della Rovere
- Vescovo Charles Walmesley, O.S.B.
- Arcivescovo John Carroll, S.I.
- Arcivescovo Leonard Neale, S.I.